# Yihuta
Yihuta (kinesiska: 伊胡塔, 伊胡塔镇) är en köping i Kina. Den ligger i den autonoma regionen Inre Mongoliet, i den norra delen av landet, omkring 910 kilometer öster om regionhuvudstaden Hohhot.
Genomsnittlig årsnederbörd är 664 millimeter. Den regnigaste månaden är juni, med i genomsnitt 146 mm nederbörd, och den torraste är januari, med 4 mm nederbörd.